# 小林慶彦
小林 慶彦（こばやしよしひこ、1955年3月28日 -　兵庫県生まれ。）は2012年2月から2016年1月まで約4年間に渡って日本相撲協会の顧問を務めた人物。

## 来歴
上記の通り、日本相撲協会の顧問を務めていたが、小林から相撲協会に対しては一度も履歴書や経歴書、身元保証書や住民票の類の書類が提出されたことはなく、相撲協会内では小林の素性を知る者がいない。小林が相撲協会による裁判においての裁判所に提出した準備書面や、自身が経営していたコンサルタント会社の登記情報により、小林の経歴が判明している。
立命館大卒業後、兵庫県警に入り1984年10月退職。その後「小林テキスタイル」という会社を経て、2001年にコンサルタント会社の株式会社エーアンドシージャパンを設立、代表に就任。小林本人の説明によると、2002年に知人の紹介で北の湖理事長（当時、第55代横綱）と出会っている。2006年の台湾巡業と2008年のモンゴル巡業の勧進元もしていた。少なくとも朝青龍（第68代横綱）のサッカー騒動(2006年7月)が発生していた頃には協会に出入りしており、北の湖理事長からトラブル処理の相談を受けていたという。
相撲協会は2012年2月から約4年間に渡って小林の会社と、主に危機管理運営や事務局業務への助言、指導などの業務委託契約を結び、約8500万円の報酬を支払ったが、委託契約期間中から「国技館改修工事を巡る業者選定に介入し談合を実行、1社から約8000万円を自分の会社に振り込ませるなどした」「四股名などの利用料を巡って、2012年11月に仲介業者から裏金1700万円を受け取り、授受の様子がインターネット上で流されるなどした」「2013年6月に取引先に裏金を要求し、応じなかった取引先との事業を一方的に中止した」などの事実が判明した。また、このことで名古屋のコンサルティング会社社長は恐喝未遂で逮捕された。その後、嫌疑無し不起訴処分を受けている。
2016年1月に小林は顧問を解雇される。
仲介業者への裏金疑惑に関してはパチンコ台メーカーが相手であったという説があり、年寄名跡『春日山』を巡る問題への介入も指摘されている。
小林は貴乃花（第65代横綱）とは貴乃花一門後援会の席の檀上で乾杯の音頭を取るほどの近い関係であり、8代八角（第61代横綱・北勝海）と貴乃花の確執は小林による背任行為への対応を巡っての対立によるものであることも指摘されている。

### 地位確認訴訟
小林は相撲協会に対して顧問職の解雇無効を訴える訴訟を起こしていたが、2018年2月16日に行われた口頭弁論で原告側証人として出席を予定していた相撲協会監事(2018年3月に任期満了で退任)の公認会計士・神山敏夫は出廷しなかった。その理由は明らかにされていない。
2月27日に行われた口頭弁論では協会の八角理事長と尾車事業部長が出廷し、解雇の正当性を主張した。2014年1月にYoutubeに「相撲協会　裏金　取引現場　パチンコ契約　X氏」という動画が投稿され、小林がメーカーから力士が登場するパチンコ台に関する契約に関する謝礼金500万円を受け取る姿とされる内容が公開された件について、八角理事長は「宗像（紀夫）さん（当時協会危機管理委員長）に相談すると、『（小林氏は裏金を）返したから問題ない』といわれた。“立派な方（宗像氏）が言っているので、そういうものなのかな”と思った。それ以上口を挟めなかった」と述べている。さらに「業者から8000万円が2回に分けられて、小林さんの会社に振り込まれた」「小林氏は、『（ある企業の）社債75億円を購入しないと、協会の金を内閣府に取られる』と（虚偽の）話をしたこともあった」と小林の別の裏金疑惑についても言及している。
また協会は裁判に提出する陳述書中で、北の湖前理事長が何故小林の言いなりになっていたかについても説明している。北の湖前理事長は、2004年10月15日に会員制クラブで女性に対しわいせつな内容も含む暴行を加え、女性に頸部挫傷(全治1週間)の怪我を負わせた。被害女性はその後、警視庁に被害届と告訴状を出して受理されている。この件を、小林にうまく「解決してもらった」ことで弱みを握られたという。
同年8月28日、東京地裁は小林の請求を棄却した。判決によると、2015年11月15日の理事会で小林の雇用が決議されており採用辞令も所持していること、北の湖前理事長が雇用する意思を明示していたという小林の主張に対し、協会側はその事実はないと反論しており、北の湖前理事長の死去後に協会に姿を見せなくなったため契約解除をしたとしていた。東京地裁は「2015年11月15日の理事会で北の湖前理事長は小林の立場について『以前と変わらない』と発言しており、理事会の議論もその前提が不明確で、『小林元顧問を雇用する』との決定がなされたとは認められない」「小林元顧問が持つ採用辞令は、小林元顧問か小林元顧問の指示を受けた者によって偽造されたものと推認される」として、労働契約の締結はされていなかったものと結論付けている。
小林は判決を不服とし、9月10日付で東京高裁に控訴。同年12月17日に第一回口頭弁論が行われ、控訴審は結審した。2019年2月6日、東京高裁は一審判決を支持し小林の控訴を棄却した。判決によると、小林は協会の北の湖前理事長が死去する直前の2015年11月15日の理事会で承認を得て雇用されたと主張し解雇後の賃金の支払いも求めていたが、東京高裁は理事会決議は証拠として認めることが出来ないとし、地位確認・賃金の請求に理由はないとしている。
2019年3月4日、相撲協会は小林側が上告しなかったため協会の勝訴が確定したことを発表した。

### 損害賠償請求訴訟
2017年12月28日に相撲協会は小林と小林が代表取締役を務める会社を相手取り、在職時の小林の背任行為に対して約1億6500万円の損害賠償を求める訴訟を起こした事実を発表した。訴状によると、小林は2016年1月までの4年間、危機管理に関する業務への助言などを委託されていたにもかかわらず、在籍していた期間に顧問の立場を悪用し力士が登場するパチンコ台を巡る契約を主導し仲介業者から裏金を受け取る映像がネット上に流されたことが相撲協会の信用を失墜させたこと、また契約解除を機に調査したところ、両国国技館の改修工事などを巡り施工業者から8000万円を受け取るほかにも悪質な利益背任行為を繰り返していたことが分かったとされている。協会は損害の内訳も発表しており、小林の加害行為で被った損害に加え協会の信用毀損に伴う損害が5000万円、不正行為の調査費用3000万円で計約1億6500万円であるという。小林が代表取締役を務める会社は同年10月に解散しており、訴訟に先立って協会は元顧問の資産の差し押さえ命令を申し立てている。
発表前日の12月27日の年寄総会ではこの件の資料が配布され、八角理事長が断固として戦う姿勢を示すと親方衆から大きな拍手が起こったという。
2018年2月7日、東京地裁で第１回口頭弁論が行われ、小林側は争う姿勢を示したと協会側の弁護士がマスコミ取材に答えている。
2019年3月4日、相撲協会は小林に対する請求金額を約3億8659万円に増額し「引き続き、小林元顧問の責任を追及し損害の回復を図る」とコメントした。
2021年7月29日、東京地裁で弁論準備が行われ、10月13日と同29日に証人尋問を実施することが決まったことを相撲協会側の代理人弁護士が明らかにした。10月13日には協会の事務方責任者ら、同29日には八角理事長と小林が出廷するという。
同年10月13日、東京地裁で口頭弁論が行われた。協会の事務方責任者の宮田哲次主事と協会側の証人として裏金を請求され、裏金を手渡した名古屋の元コンサルティング会社が出廷した。内部告発をした経緯の説明。裏金を渡した現場が公に流れてしまい周知になってしまったことに対して、小林は裏金を受け取った経緯は演技でやっただけであり、あれは演技であると述べた。裏金は返金してると述べたものの、元コンサルティング会社社長に直接返したわけではなく、共通の知人である第三者に返したと苦しい答弁に顔を曇らせる場面もあった。
またこの一件で恐喝未遂で逮捕されたものの、嫌疑なし不起訴となった元コンサルティング会社社長は涙ながらに「人生を変えられた。ウソをつくことを何とも思っていない人間で自分の利益のために人を陥れる最低の人間は許せない。裁判官にはしっかり判断をしていただきたい」と訴えた。
同年10月29日、東京地裁で口頭弁論が行われ、八角理事長と協会の事務方責任者の宮田哲次主事が出廷した。協会側の特別傍聴席には尾車事業部長と芝田山広報部長（第62代横綱・大乃国）と春日野監察委員長（元関脇・栃乃和歌）・元コンサルティング会社社長が座っていたという。八角理事長と宮田主事は、小林が受注業者の選定を主導し裏金を受け取り、工事の不備により追加工事が発生したことで協会に損害を与えたと述べた。小林の在職中に追及しなかったことについて、八角理事長は「（小林は）チケット（の差配）や国技館改修工事に干渉してきた。協会内部でストップがかけられなかった。北の湖理事長と近いため、（追及すれば）変な噂を流されることになる」「千代の富士さん（第58代横綱、13代九重）は、小林に悪口を言われて（理事選で）足を引っ張られた」などと、当時の事情を説明している。それに対して小林は、協会の人事・国技館改修工事の業者の選定については「北の湖理事長が決めていた」、13代九重を2014年の理事選で落選させたという疑念についても「できるはずがない。親方衆の票で決まる。一般人が入る余地がない」と否定している。
2022年6月8日、東京地裁は小林の行為について「相撲協会の公正な業者選定と適正かつ有利な価格設定の実現を阻むものだ」と指摘し、9812万5758円の支払いを命じた。相撲協会は控訴しない方針であり、八角理事長は「元顧問が私腹を肥やすため多数の企業から裏金を受け取るなどして、協会に多大な損害を与えたと認定した妥当な判決。2度とこのようなことが起きないよう、今まで以上にコンプライアンスの徹底に注力してまいります」とコメントした。小林の代理人弁護士はコメントを差し控えている。
協会は判決のポイントをまとめた文書を報道陣に公開した。
- 元顧問は、北の湖前理事長に重用され、近しい立場にいたことから、当協会が締結する契約関係について、一定の影響力を行使できる立場にあった。
- 元顧問は、取引業者からあっせん手数料等の名目で、当協会との契約締結ないし取引の見返りとして、下記の通り、計7社から金銭を個人的に受領した。
  1. A社　国技館改修工事の電気設備工事の受注　7791万円
  2. B社　木戸サイネージシステム工事等の受注　629万2840円
  3. C社　パチンコメーカーとの力士の名称等利用許諾契約を仲介　4212万5000円
  4. D社　同上　3240万円
  5. E社　国技館内での飲食物販についての出店・営業契約等を締結　542万6639円
  6. F社　本場所の取組映像の配信に関する契約を締結　148万5429円
  7. G社　同上　579万4550円
- 元顧問が金銭を個人的に受領した行為は、当協会における公正な業者選定等を阻むものであり、業務委託契約の委託の趣旨に反し、不法行為を構成し、被告会社も責任を負う。
- 当協会が契約の対価として過分に支払うことになった、または当協会が本来得られたはずの契約の対価が得られなくなった金額計4866万1958円は、当協会の損害と認定。
- 元顧問は、パチンコメーカーとの間の力士の名称等利用許諾契約の締結交渉に際して、仲介業者の代表者に金銭を要求し、計1700万円を受け取った。このうち、500万円を受け取る様子が、インターネットの動画サイトに投稿された。その結果、当協会の社会的評価が著しく低下したため、500万円は当協会の損害と認定。
- 元顧問は、取引業者から金銭を受領したほか、国技館改修工事の業者選定で特定の業者が選定されるべく取り計らうなどし、業務委託契約の趣旨に反する行為を行った。債務の本旨履行とはいえない部分に対する対価相当額4446万3800円は、当協会の損害と認定。

2022年6月23日、相撲協会は期日までに小林側が控訴しなかったことから、同月8日の東京地裁の判決が確定したことを発表した。同協会は「損害賠償金が確実に支払われるよう、あらゆる手段を講じる所存です」としている。八角理事長は「協会の全面勝訴が確定、裁判が終了し、安堵しております。日本の伝統文化である大相撲を、今後、永遠に存続させていくために、同様のことが二度と起きないよう、あらためて気を引き締め、公明正大な協会運営に尽力いたします」とコメントしている。

### 訴訟終了後の報道
相撲協会は良くも悪くも長年、元力士の親方衆と行司ら裏方、ほとんど縁故採用の職員で運営してきた。時代とともに外部理事の選任やイベント会社などへの業務委託も必要になってきたとはいえ、特定の人物にやすやすと入り込まれたうえ、これほどの不正を許したことは大相撲史に例を見ない汚点であり、勝訴した相撲協会に教訓が残ったまま風化させてはならないと時事通信の相撲記者は警鐘を鳴らしている。
裁判では、元顧問を不審に思う親方たちがなぜ不正を防げなかったのか問われる場面があり、八角理事長や事業部長の8代尾車（元大関・琴風）が公然と批判できなかった角界の内情を明かしている。この点が裁判所の判断に幾らか影響を及ぼすのではないか、と懸念した親方もいたという。
VictorySportsNewsの記事によると、小林は危機管理担当者として知り得た情報で力士や親方ら協会員の弱みを握り、さらに危機管理委員会委員長であった宗像紀夫外部理事（当時）が法的なバックアップに当たっていたと関係者は語っているという。国技館内の相撲協会事務所の奥に調度品を用意して自室を設け、その部屋には理事だった貴乃花や19代千賀ノ浦（元関脇・舛田山）が頻繁に出入りしているところが目撃されていた。協会の経理担当の女性職員や相撲案内所の女将との親密な関係も噂されており、地位確認訴訟の判決で指摘されている "採用辞令の偽造" に関わった可能性も示唆されている。
2015年11月に北の湖前理事長が死去。この同月、8代八角（当時、事業部長）に「協会の内部留保金が多すぎると内閣府などから指導を受けているため、ある大手銀行の社債を70億円で買わなければならない」と持ち掛けていた。不審に思った8代八角が内閣府や文部科学省、スポーツ庁などに問い合わせ、事実無根と確認。北の湖前理事長死去後に理事長代行を務めていた8代八角は、同年12月18日の理事会で理事長に就任し、翌年1月5日に「建設費の無駄遣いや自分を陥れる抵抗勢力は排除する」と宣言した。すると、小林は協会に姿を現さなくなったという。

### 両国国技館の工事の契約などを巡る訴訟
2024年4月18日、両国国技館のLED照明設置工事の契約などを巡る訴訟の判決が言い渡された。小林やLED照明業者らに連帯して約310万円の支払いが命じられ、日本相撲協会の勝訴となった。判決によると、小林は協会の正式な意思決定手続きを経ずに、自らまたは第三者に指示して契約書を偽造。サービス料相当額を支払う損害を生じさせたと認められた。8月1日、日本相撲協会はこの判決が確定したと発表した。小林側が控訴を取り下げた。
また、小林らは国技館改修工事を巡り、2022年に約9800万円の支払いを命じられている。